# Fujitsu Technology Solutions
Die Fujitsu Technology Solutions GmbH (FTS) ist ein Tochterunternehmen der japanischen Fujitsū kabushiki-gaisha. Sie ging 2009 aus Fujitsu Siemens Computers hervor.

## Geschichte
Fujitsu Siemens Computers entstand am 1. Oktober 1999 durch den Zusammenschluss von Fujitsu Computers Europe und Siemens Computer Systems, dem Nachfolgeunternehmen der Siemens Nixdorf Informationssysteme (SNI). FSC war ein Joint Venture der beiden Mutterkonzerne Fujitsu und Siemens, die zu je 50 Prozent beteiligt waren, wobei Fujitsu selbst aus einem früheren Joint Venture von Siemens entstand, worauf noch die Silbe ji für Siemens hinweist. 
Siemens gab am 4. November 2008 öffentlich bekannt, seine Anteile bis zum 1. April 2009 für rund 450 Millionen Euro an Fujitsu zu verkaufen. Seitdem vertreibt das Unternehmen weltweit Produkte nur noch unter dem Markennamen „Fujitsu“.

## Unternehmensporträt
FTS ist das größte europäische Computerunternehmen und verfügt über diverse Niederlassungen in Europa, dem Nahen Osten und Afrika. Global Accounts werden mit Unterstützung der Netzwerke der Muttergesellschaft Fujitsu betreut. Der Hauptsitz ist in München.
Das Angebotsspektrum reicht vom Netbook bis hin zu Mainframe-Computersystemen und kompletten IT-Infrastrukturlösungen. Des Weiteren ist Fujitsu im IT-Outsourcing und der IT-Beratung aktiv und investiert verstärkt in den Ausbau seines IT Services-Geschäfts.
Zum 1. April 2006 kaufte FTS die Servicesparte der SBS (Siemens Business Services, inzwischen ein Teil von Atos) mit ungefähr 4500 Mitarbeitern. Diese wurde als IT Product Services zunächst rechtlich selbständig in den Konzern integriert. Zum 1. April 2007 ging ITPS vollständig in FTS auf.
Nach seinen Vorgängern Robert Hoog (bis 2000), Paul Stodden (bis 2002), Adrian von Hammerstein (bis 2004) und Bernd Bischoff, war Kai Flore vom 3. November 2008 bis 23. Juni 2010 CEO von FTS (bis April 2009: Fujitsu Siemens Computers). Er gehörte dem Unternehmen seit Gründung im Jahr 1999 an und war zunächst als Financial Director der deutschen Vertriebsorganisation, dann ab 2003 als CFO tätig. Vom 1. Oktober 2010 bis 31. Oktober 2012 hatte Rolf Schwirz die Leitung. Sein Nachfolger Rod G. Vawdrey führte die Firma als Interims-CEO bis 2014. Danach wurde FTS so in den Mutterkonzern integriert, dass der CEO-Posten entfiel.
Fujitsu Technology Solutions beschäftigt in Europa, Afrika und dem Mittleren Osten rund 13.000 Mitarbeiter.
Im Oktober 2015 kündigte Fujitsu an, das Forschungs- und Entwicklungszentrum in Paderborn zu schließen. Zu diesem Zeitpunkt waren dort etwa 600 Mitarbeiter beschäftigt. Im Oktober 2016 wurde das Anlagevermögen der Fujitsu Technology Solutions GmbH im Rahmen der Standortauflösung vom Auktionshaus Troostwijk Auktionen GmbH & Co. KG online versteigert.
Im Oktober 2018 kündigte Fujitsu an, den Standort Augsburg, an dem 1.500 Mitarbeiter beschäftigt sind und insbesondere Computer und Notebooks gefertigt werden, im September 2020 zu schließen und die dortigen Aktivitäten nach Asien zu verlagern. Die Endproduktion im Werk Augsburg wurde wie geplant Ende September 2020 geschlossen, andere bislang dort angesiedelte Bereiche wie Service und Support werden seitdem mit rund 350 Beschäftigten an einem neuen Standort in Augsburg weitergeführt.
Im August 2023 teilte Fujitsu mit, nach dem April 2024 aus dem Geschäft für Client Computing (Desktop-PCs, Workstations und Laptops) in Europa vollständig auszusteigen. Es soll eine Fokussierung auf Server und Rechenzentren erfolgen.

## Produkte
- Fujitsu Stylistic 1000 Tablet PCPersonal Computer
  - ESPRIMO
- Workstations
  - CELSIUS
- Notebooks
  - LIFEBOOK
- Tablets (2-in-1-Geräte)
  - LIFEBOOK
  - STYLISTIC
- Thin Clients
  - FUTRO
- Server
  - PRIMERGY
  - PRIMEQUEST
  - PRIMEPOWER (SPARC)
  - CELVIN NAS Server
  - BS2000
- Storage
  - ETERNUS
  - NetApp Systeme
- Peripheriegeräte
  - Displays

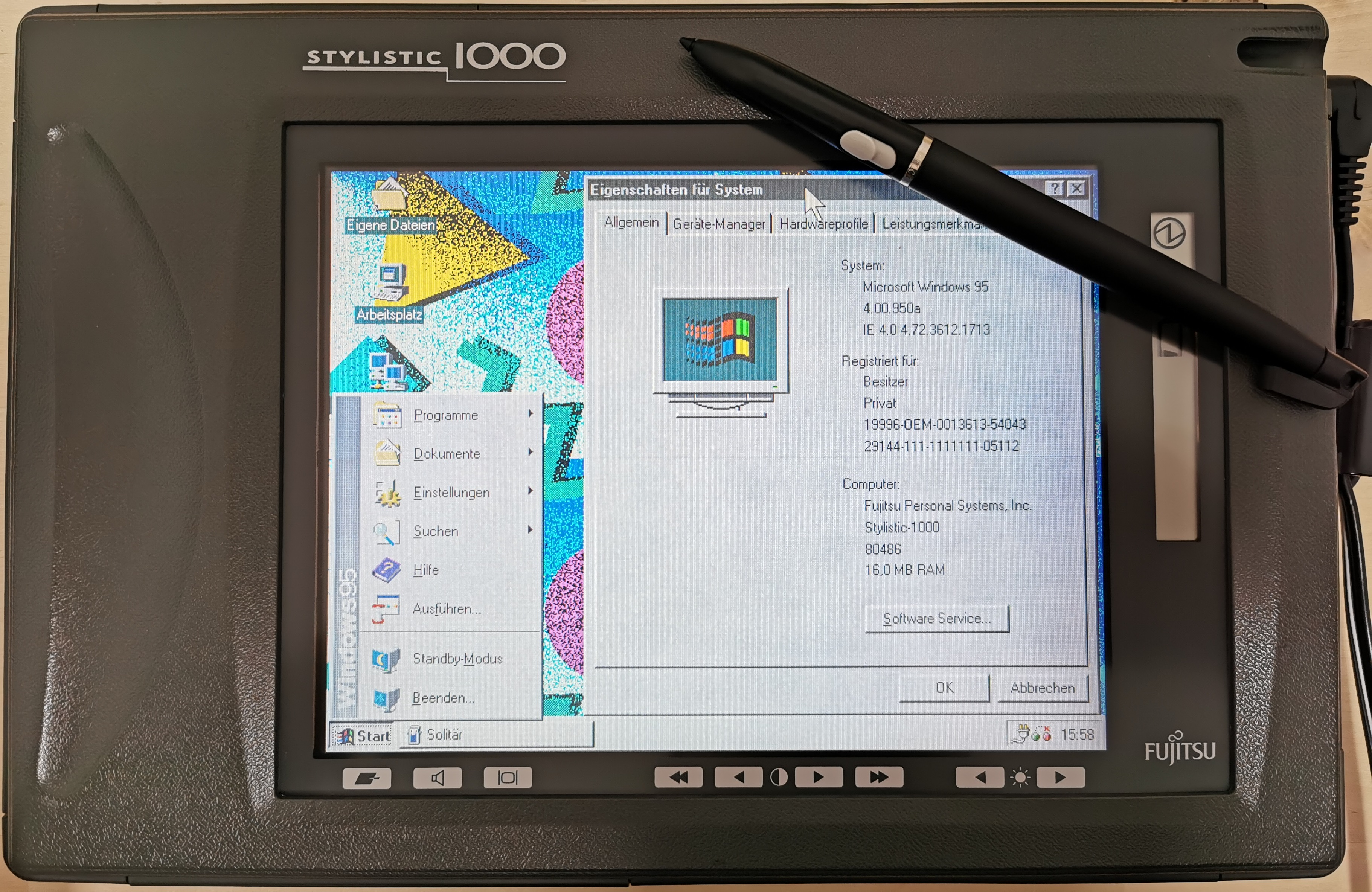
Fujitsu Stylistic 1000 Tablet PC

  - Drucker: Punktmatrixdrucker (und Zubehör)
  - Scanner: ScanSnap, fi Series, SP Series